# Miohippus
A Miohippus az emlősök (Mammalia) osztályának a páratlanujjú patások (Perissodactyla) rendjéhez, ezen belül a lófélék (Equidae) családjához tartozó kihalt nem.

## Tudnivalók
A Miohippus („kisebb ló” vagy „háromujjú ló”), Észak-Amerikában élt az eocén és oligocén korok határán, körülbelül 36 millió évvel ezelőtt. Egyesek szerint a Mesohippusból vált le, és kortárs volt ősével körülbelül 4-8 millió évig.
A nembe tartozó állatok elterjedési területe magába foglalta a Nagy-Prériket (Great Plains), az USA nyugati felét és Florida egyes részeit.
A Mesohippus kihalt az oligocén közepén, míg a Miohippus tovább fejlődött és méretre nagyobb lett ősénél. Az állat körülbelül 40-55 kilogrammot nyomott. Az addigi lóféléknél nagyobb lett, de még mindig sokkal kisebb, mint a mai lovak, melyeknek átlag testsúlya 500 kilogramm.
Azonkívül, hogy a Miohippus teste nagyobb a Mesohippusénál, a koponyája is hosszabb volt. A koponyanyílása mélyült és kiszélesedett, boka ízületei megváltoztak. Az állat felső állkapocs nagyőrlőin több extra él jelent meg; ezek segítették a szívósabb növények rágásában. A fogazatát tovább adta az újabb lóféléknek is.
A Miohippus két főbb csoportra oszlott, az első csoport visszatért az erdőkbe, míg a második csoport a prériken maradt. A Kalobatippus (vagy Miohippus intermedius; még vitatott, ha külön nemet alkotott vagy a Miohippushoz tartozott), az erdőlakó csoporthoz tartozik. A második és negyedik ujjai újból megnyúltak, hogy a puha erdőtalajon jól közlekedhessen. Lehet, hogy az Anchitherium a Kalobatippusból fejlődött ki; ez az állat a Bering-földhídon keresztül eljutott Észak-Amerikából Ázsiába és onnan Európába. Mindkét világban (Újvilág, Óvilág) az Anchitheriumból nagy testű nemek fejlődtek ki, ilyenek a Sinohippus Eurázsiában és a Hypohippus és a Megahippus Észak-Amerikában. A Hypohippus a pliocén elején halt ki.

## Rendszerezés
A nembe az alábbi fajok tartoztak:
- Miohippus acutidens Sinclair, 1905
- Miohippus anceps Marsh, 1874
- Miohippus annectens típusfaj; Marsh, 1874 - szinonimája: Miohippus crassicuspis
- Miohippus assiniboiensis Lambe, 1905
- Miohippus condoni Leidy, 1870
- Miohippus equiceps Cope, 1879 - szinonimája: Anchitherium brachylophus
- Miohippus gemmarosae Osborn, 1918
- Miohippus gidleyi Osborn, 1904 - szinonimák: Mesohippus grallipes, Mesohippus validus
- Miohippus grandis Clark & Beerbower, 1967
- Miohippus intermedius Osborn & Wortman, 1895
- Miohippus longicristis Cope, 1878
- Miohippus obliquidens Osborn, 1904 - szinonimák: Mesohippus barbouri, Mesohippus brachystylus, Mesohippus eulophus, Miohippus meteulophus, Pediohippus antiquus
- Miohippus primus Osborn, 1918
- Miohippus quartus Osborn, 1918

## Lásd még
- A lovak evolúciója